# Laemophloeus kraussi
Laemophloeus kraussi is een keversoort uit de familie dwergschorskevers (Laemophloeidae). De wetenschappelijke naam van de soort werd in 1897 gepubliceerd door Ludwig Ganglbauer.